# パウル＝ハインツ・ディートリヒ
パウル＝ハインツ・ディートリヒ（Paul-Heinz Dittrich, 1930年12月4日 - 2020年12月28日）は、ドイツの現代音楽の作曲家。

## 略歴
ライプツィヒで学ぶが、当時の東ドイツは現代音楽が禁止された共産政権であったので、合唱指揮をヴァイマルで修めてもいる。しかし作曲活動を放棄することなく、1970年代後半に入ってからその個性がクローズアップされ、ボスヴィル国際作曲フォーラムで優勝後立て続けに国際コンクールを制して注目を浴び、1978年にはハンス・アイスラー賞も贈られたが、世に知られるようになったのは1980年代に入ってからである。日本では、ガウデアムス大賞を受賞した田中カレンのときの審査員であったことでのみ知られている。ハンス・アイスラー音楽大学で作曲の教授として教鞭を採ってからはオルガ・ラエヴァ（Olga Raeva）、アレクサンドラ・フィロネンコ（Alexandra Filonenko）、アンネッテ・シュルンツ（Annette Schlünz）ほか数十名にも及ぶ多くの優秀な弟子を輩出し、弟子の彼らは今ではドイツ国内で中堅どころか重鎮の地位にいる。外国人の弟子も多い。1990年代に入っては数々の国際マスタークラスに招かれている。
ツェランやミュラーなどの文学的なつながりを重視する伝統的な作風であるが、1980年代に入って時代が軟化したにもかかわらずそれとは無縁でポスト・セリエルの進化形を常に追い続けた点で一線を画している。近作の「Kammermusik XVI(2007/2008)」に至っては、一人の奏者に複数の段をあてがうなどして、かなり困難な要求がなされており、決して聴き易くはなく70歳後半を過ぎた者の表現とは信じがたいほどの高密度音楽である。ピアノ音楽にも力を入れつつあり、Edelからピアノ音楽のCD2枚組がリリースされたが、あまりの演奏困難さゆえに奏者は楽譜どおりには演奏できていないなど、「東ドイツ出身特有の衒学さ」は一切放棄する構えがない。その独自性ゆえに多くの聴衆を集めるタイプではないが、確実に少数のファンは集っており、その魅力は多くの弟子の創作の探求にも如実に現れている。ディートリヒはドイツ表現主義の、最後の生き残りとも評することが出来る。
シュテフェン・シェルハーゼ（Steffen Schellhase）は、彼の複雑な自筆稿をFinale清書している。2010年は彼の80歳を記念するコンサートが行われたこともあり、創作活動は放棄していなかった。
2020年12月28日に教職引退後の住まいツォイテンで没。90歳。